# Poliopastea attilis
Poliopastea attilis är en fjärilsart som beskrevs av Max Wilhelm Karl Draudt 1915. Poliopastea attilis ingår i släktet Poliopastea och familjen björnspinnare. Inga underarter finns listade i Catalogue of Life.